# فال‌نامه

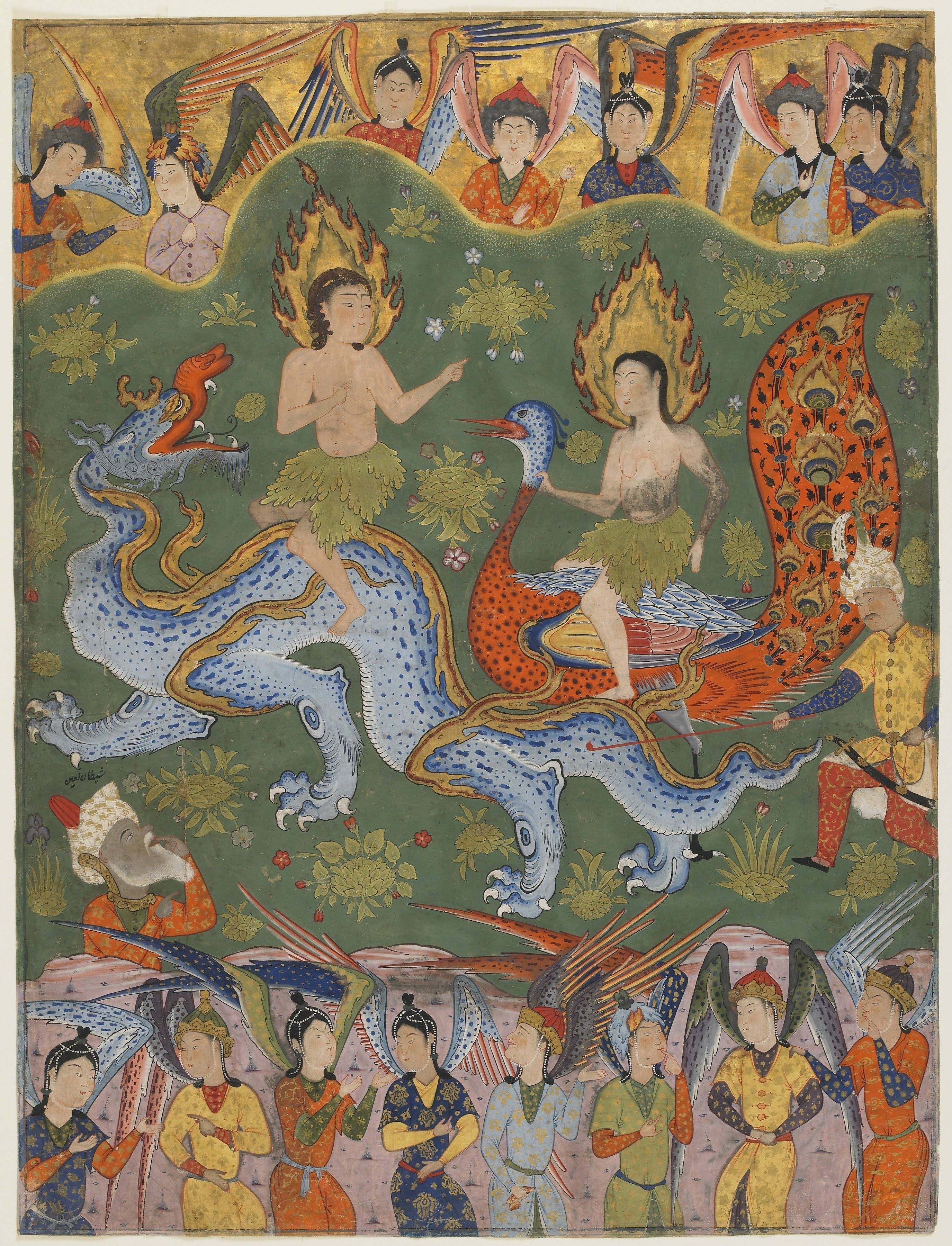
بیرون رانده شدن آدم و حوا از باغ عدن در ورقی از فال‌نامه

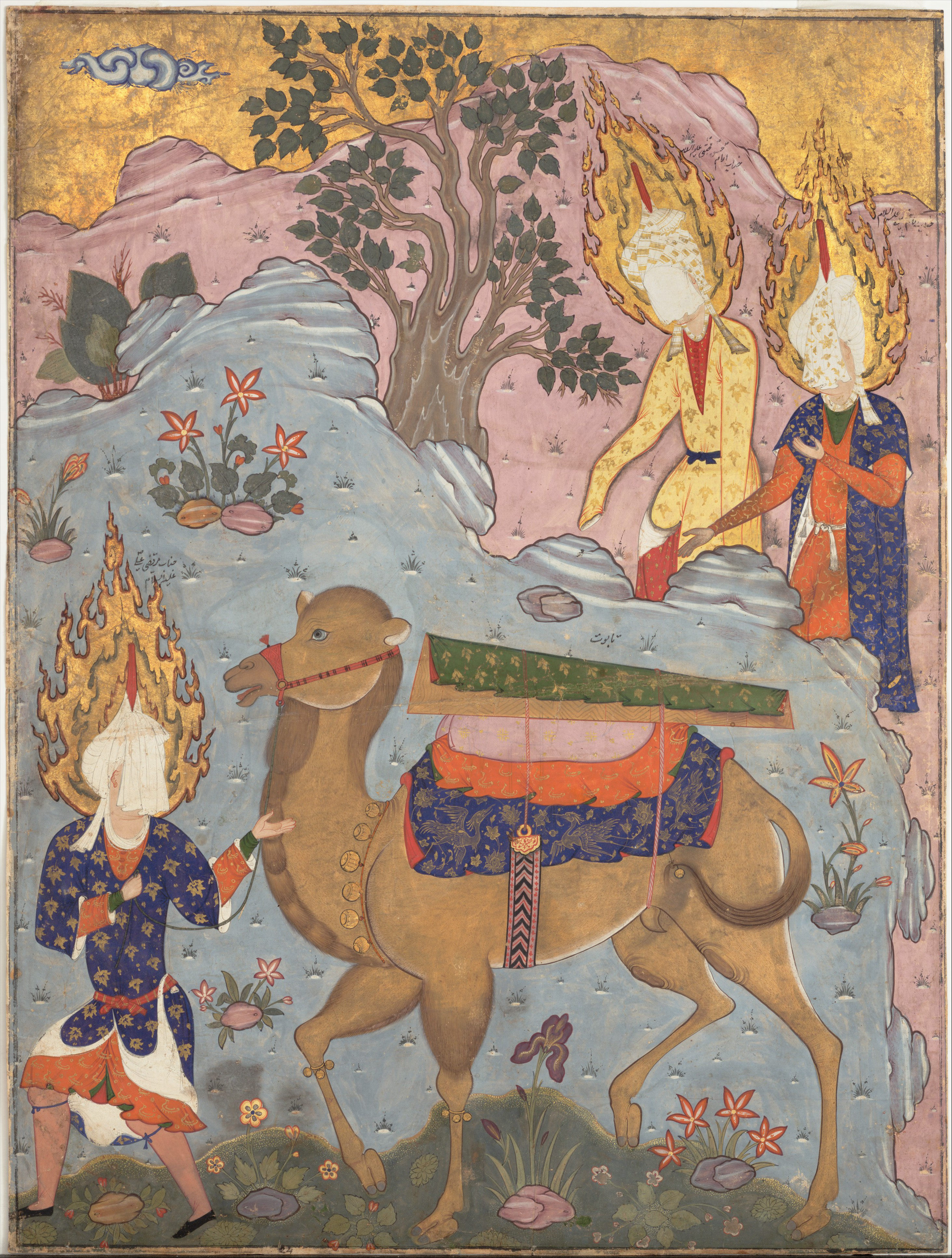
تابوت امام علی از صفحات پراکنده فال‌نامه

فال‌نامه به دو شکل کتابشناسی (فال با استفاده از کتاب) اطلاق می‌شد که به‌طور تاریخی در ایران، ترکیه و هند استفاده می‌شد. فال‌نامه‌های قرآنی بخش‌هایی در انتهای نسخه‌های خطی قرآن بود که برای فال‌گیری بر اساس جدول استفاده می‌شدند. در قرن شانزدهم، نسخه‌های خطی فال‌نامه معرفی شدند که از سیستم متفاوتی استفاده می‌کردند. افراد پس از طهارت، یک صفحه تصادفی در کتاب را باز می‌کردند و خواسته قلبی خود را با نقاشی و متن همراه آن تعبیر و تفسیر می‌کردند. اکنون فقط چند فال‌نامه مصور باقی مانده‌است. این کتاب‌ها توسط مشتریان ثروتمند سفارش داده می‌شدند و برای آن زمان کتاب‌های غیرعادی بزرگی بودند که با نقاشی‌های جسورانه و زیبا همراه بودند. این نقاشی‌ها شخصیت‌های تاریخی و اساطیری و همچنین وقایع و شخصیت‌های مرتبط با ادیان ابراهیمی را به تصویر می‌کشند.

## ایجاد
کتاب‌شناسی با استفاده از کتاب‌های سکولار و دینی، به‌ویژه قرآن، سابقه طولانی در فرهنگ اسلامی دارد.  دست‌کم از اواخر قرن چهاردهم تا نوزدهم میلادی، دست‌نوشته‌های قرآنی که در هند و ایران تولید می‌شد، معمول بود که در انتهای آن برگه‌هایی به‌ویژه برای پیشگویی ("فال‌نامه قرآنی") داشته باشند. محبوبیت آن‌ها در ایران صفوی در اواسط قرن شانزدهم میلادی، در زمان شاه طهماسب، شدت گرفت. در این دوره همچنین اولین نسخه‌های خطی فال‌نامه ایجاد شد که محبوبیت آن در قرن هفدهم گسترش یافت.
دست‌نوشته‌های فال‌نامه کتاب‌های بزرگ غیرعادی بودند. نمونه‌های باقی مانده بزرگتر از ۴۰ سانتیمتر (۱۶ اینچ) تا بیش از ۶۶ سانتیمتر (۲۶ اینچ) هستند. این نقاشی‌ها ترکیبی از تصاویر سکولار و مذهبی بودند و نمایش شخصیت‌های مذهبی و اسطوره‌ای آن‌ها بر سایر آثار بسیار تأثیرگذار بود. هر نقاشی یک داستان اسلامی را روایت می‌کرد، اگرچه هیچ روایتی برای کل کتاب وجود نداشت. ترتیب نقاشی‌ها تصادفی بود

## استفاده
استفاده از فالنامه قرآنی برای کتابشناسی شامل انجام وضو، خواندن آیات خاصی از قرآن و سپس باز کردن کتاب به صورت تصادفی بود. جداول انتهای کتاب نحوه تفسیر فال را به خواننده می‌گفت و در برخی نسخه‌ها جداول عددی داشت که به خواننده می‌گفت تعداد معینی از صفحات، سطرها یا کلمات قرآن را بشمارد تا به فلان کلمه برسد و آن را بخواند. 

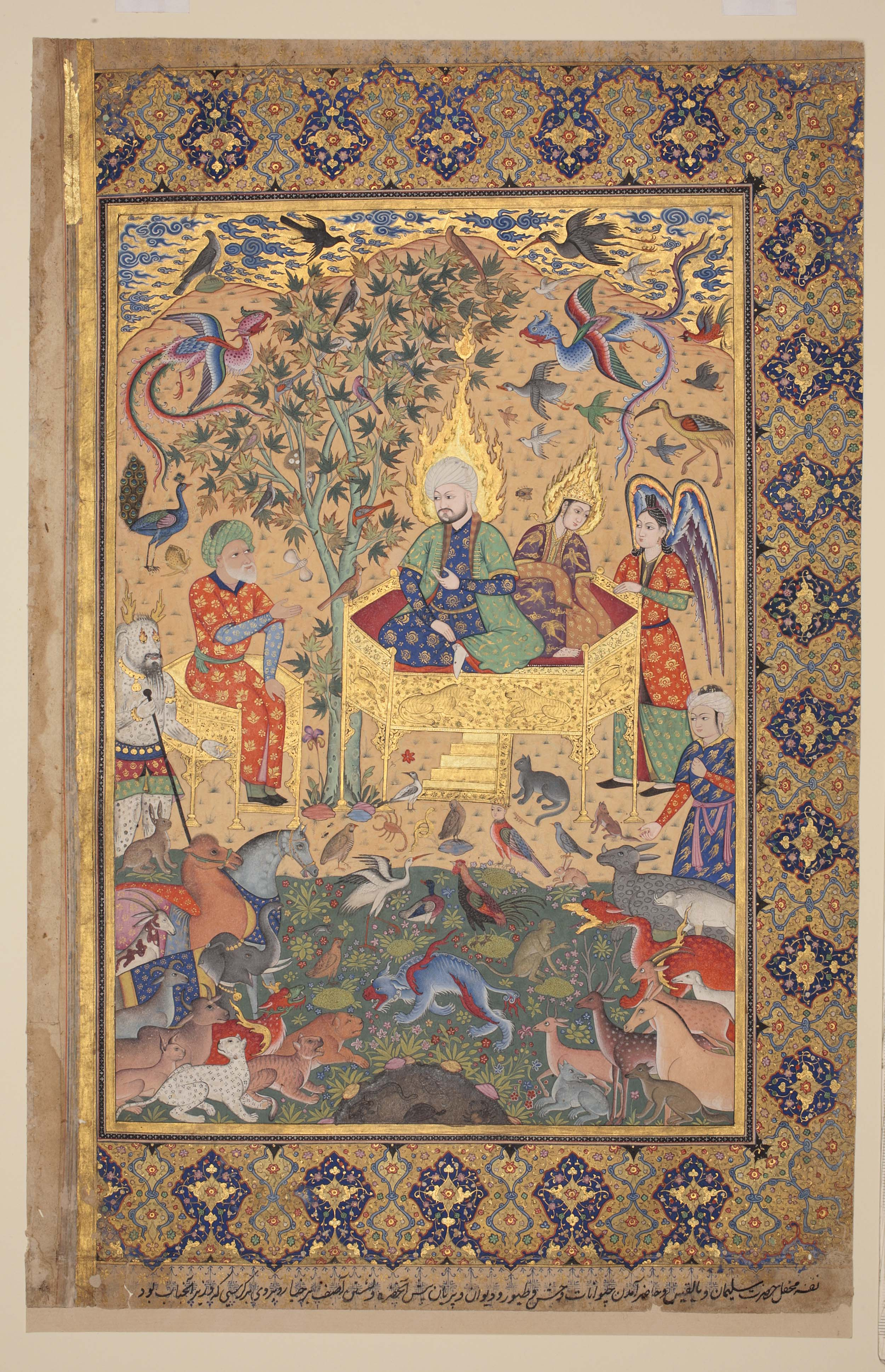
تجمع حیوانات در مقابل سلیمان و بلقیس از فال‌نامهٔ خلیلی

نسخه‌های خطی فال‌نامه بر اساس این سنت ساخته شدند. مردم به این کتب ارجاع می‌کردند تا تصمیمات مهم زندگیشان (مانند یک سرمایه‌گذاری تجاری، ازدواج، یا نقل مکان) را استخاره کنند یا برای دانستن وضعیت اقوام یا دوستان غایب پرس و جو کنند.  هر صفحه دارای یک نقاشی در سمت راست و متن در سمت چپ بود؛ بنابراین خوانندگان ابتدا نقاشی را می‌دیدند و سپس توضیح آن را به عربی و فارسی می‌خواندند. برای استخارهٔ یک سؤال، خوانندگان وضو می‌گرفتند، دعاهایی از قرآن می‌خواندند و سپس کتاب را در یک صفحه تصادفی باز می‌کردند.  متن توضیح می‌داد که آیا استخاره مطلوب، نامطلوب یا متوسط بود. به عنوان مثال، یک نقاشی از خورشید نتیجه مطلوبی را نشان می‌دهد در حالی که یک شرور معمولاً به معنای نتیجه فاجعه بار است. تصور می‌شود استخاره میانی به معنای وضعیتی است که در ابتدا خوب به نظر نمی‌رسد، اما بهبود می‌یابد.  دست‌نوشته‌های فال‌نامه همیشه در تفاسیر موافق نبودند. رویدادی که توسط یکی به عنوان شانس خوب معرفی می‌شد، به گفته دیگری می‌توانست ناگوار باشد.  برای جلوگیری از بدترین عواقب، این متن انجام اعمال نیک و داشتن تقوا مانند نماز، زیارت یا احسان به دیگران را توصیه می‌کرد.
فالگیرها در خیابان‌های استانبول و اصفهان فال‌نامه را در ازای پول می‌خواندند. برخی از خانواده‌های ثروتمند دست‌نوشته‌های فال‌نامه را سفارش می‌دادند. تمام نمونه‌های باقی‌مانده کنونی به این ترتیب به وجود آمده‌اند.

## نسخ خطی فال‌نامه که بر جای مانده‌است

### نسخ پراکنده
فال‌نامه‌های پراکنده که فال‌نامه‌های طهماسبی نیز نامیده می‌شوند، قدیمی‌ترین نمونه باقی مانده هستند.  این نام به این دلیل است که برگه‌هایی در مجموعه‌های بسیاری در کشورهای مختلف از جمله گالری آرتور ام. ساکلر، موزه هنر متروپولیتن و موزه هنر ورسستر در ایالات متحده وجود دارد. این کتاب در دوران سلطنت شاه طهماسب در اواسط دهه ۱۵۵۰ میلادی تا اوایل دهه ۱۵۶۰، که دوران تحولات سیاسی و نظامی ایران صفوی بود، تهیه و تنظیم شد.  تقویم اسلامی به سال ۱۰۰۰ هجری نزدیک می‌شد و حال و هوای اضطراب آخرالزمان در میان مردم وجود داشت. بسیاری از نقاشی‌ها علی، یکی از شخصیت‌های مهم مذهب تشیع، را نشان می‌دهند. این نسخه خطی حاوی اولین تصویر شناخته شده در هنر اسلامی از آدم و حوا در باغ عدن است.

### فال‌نامهٔ خلیلی

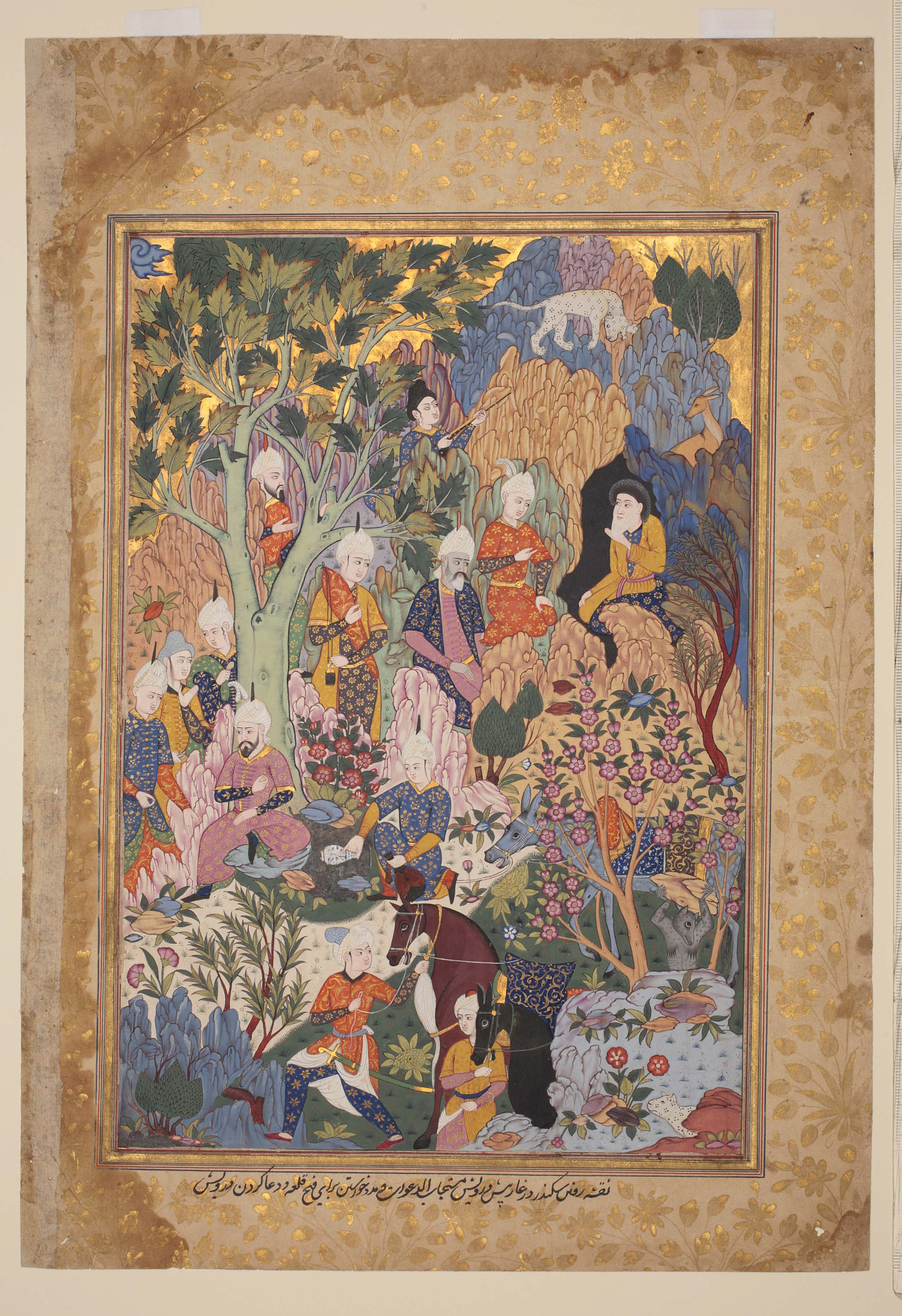
اسکندر مقدونی قبل از جنگ از درویش مشورت می‌خواهد، فال‌نامه خلیلی

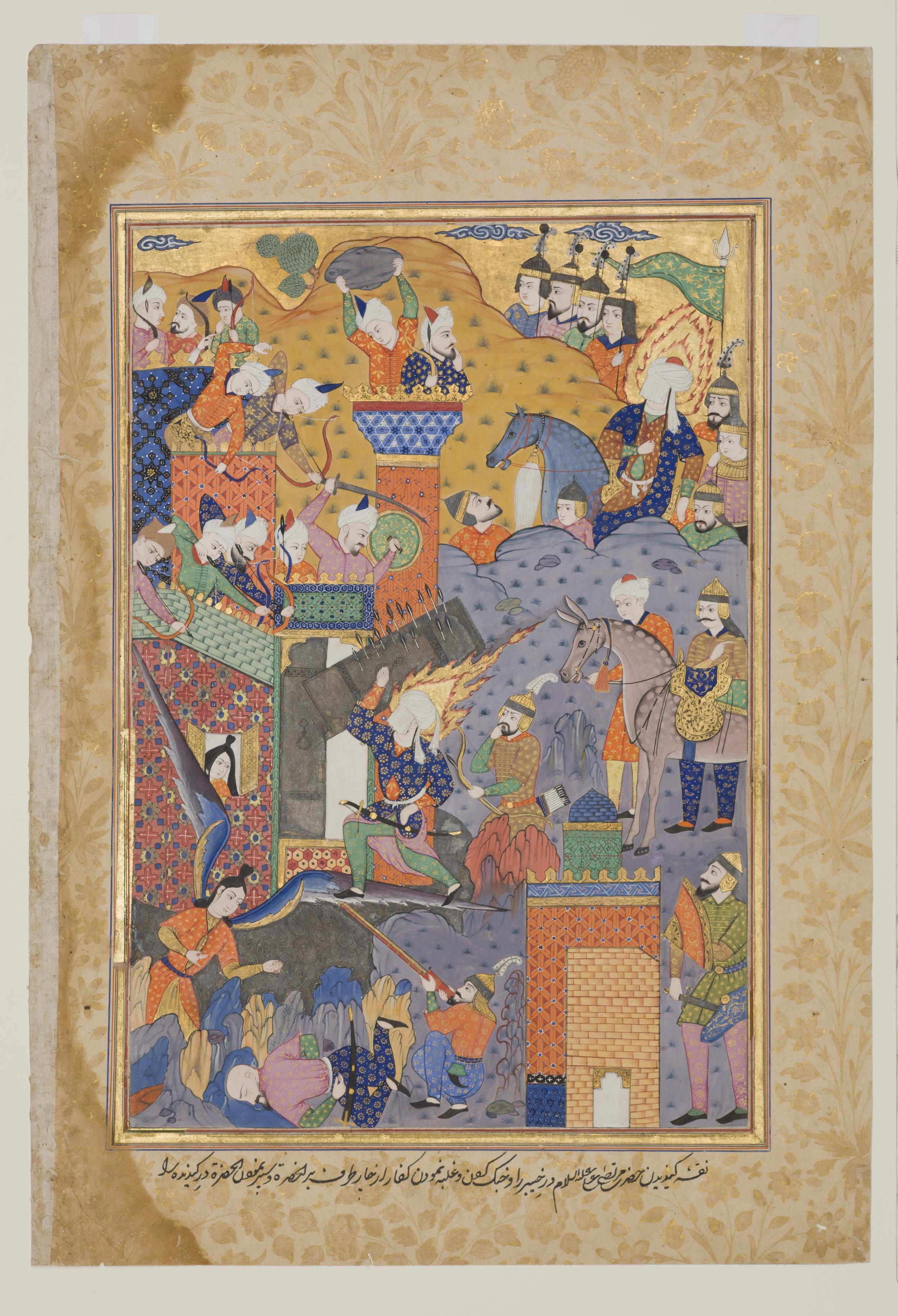
علی در جنگ خیبر از نسخهٔ خلیلی

مجموعه هنر اسلامی خلیلی شامل یک نسخه خطی از فال‌نامه است که در زمان سلسله قطب‌شاهی در قرن هفدهم گل‌کنده در حیدرآباد کنونی نوشته و ترسیم شده‌است. این تنها فال‌نامه مصور باقیمانده است که در جنوب آسیا ساخته شده‌است.  به احتمال زیاد بین سال‌های ۱۶۱۰ و ۱۶۳۰ میلادی تهیه شده. در این دوره اتحاد گلکنده با ایران صفوی از اهمیت نظامی بالایی برخوردار بود و بارها در هنر و ادبیات تجلی می‌یافت که این فال‌نامه یکی از نمونه‌های آن است.  فال‌نامهٔ خلیلی از هر نسخه خطی دیگری مجلل‌تر است، با نقاشی‌ها و خوشنویسی‌هایی که به‌طور گسترده با طلا، آبی لاجورد و سایر مواد گران‌بها تذهیب شده‌است. تولید گران‌قیمت این نسخه خطی و توصیه‌های متنی آن در رابطه با تجارت دربار نشان می‌دهد که برای یک حامی نجیب یا حتی سلطنتی ساخته شده‌است.  هنرمندان و نویسنده متن در این نسخه نام برده نشده‌اند. 
نسخه خطی ۴۱ سانتیمتر (۱۶ اینچ) بلندی دارد و با تابلوهای نقاشی و متن هر کدام ۳۰٫۵ سانتیمتر (۱۲٫۰ اینچ) ۲۱ سانتیمتر (۸٫۳ اینچ)، به استثنای حاشیه‌های تزئینی.  ۳۵ گسترش وجود دارد که هر کدام یک نقاشی تمام صفحه و متن را به اضافه دو نقاشی دیگر ترکیب می‌کنند.  مدتی پس از ایجاد نسخه خطی، عنوان دوم به زبان فارسی (به خط نستعلیق) به هر نقاشی اضافه شد. شباهت‌هایی هم در متن و هم در نقاشی‌ها به فال‌نامه‌های پراکنده وجود دارد، اما بیشتر صحنه‌ها در آن دست‌نوشته قبلی وجود ندارند.  سبک نقاشی‌ها به گونه‌ای است که تأثیر قوی هنر صفوی را با رنگ‌های روشن مرتبط با هنر محلی نقاشی دکن ترکیب می‌کند.  به عنوان مثال، لباس این فیگورها با لباس اهالی ایران صفوی مطابقت دارد؛ تا محیط بسیار گرم‌تر گلکنده؛ بنابراین، این نقاشی‌ها راهنمایی برای طراحی ساختمان‌های صفوی، سبک‌های لباس، و ظروف سفالی ایران هستند که نقش‌های هندسی و دیگر نقوش طراحی را که هنرمندان صفوی به کار می‌برند، بازتولید می‌کنند و از طریق تأثیرات ظریف هنر هند تقویت می‌شوند. 
این نسخه خطی شباهت‌های زیادی با یک دیوان مصور شعر دارد که در حال حاضر در موزه سالار جنگ در حیدرآباد قرار دارد؛ این شباهت‌ها شامل استفاده از رنگ‌های روشن و تذهیب با مقدار زیادی طلا و همچنین بسیاری از عناصر تصویری و انتخاب تصاویر است. کتاب مذکور توسط سلطان محمد قلی قطب شاه سفارش داده شده‌است که حمایت از هنر او، شامل تأمین مالی یک کارگاه نقاشی بود که هنرمندان محلی و خارجی در آن همکاری می‌کردند. اما بهرحال این ثابت نمی‌کند که فال‌نامه را هم محمدقلی شاه سفارش داده باشد.
هر صفحه از متن شامل نه سطر است: دو سطر به خط ثلث یک دوبیتی شاعرانه را می‌رساند که اغلب از متن معروفی گرفته شده‌است، در حالی که هفت سطر باقی‌مانده شامل پیشگویی به خط نستعلیق است.  زبان متن فارسی آکنده از عباراتی به عربی است. 
فال‌نامهٔ خلیلی در توصیه‌های متنی و انتخاب تصاویر خود به صراحت اسلام شیعه را تبلیغ می‌کند.  نقاشی‌های آن از منابعی از جمله قصص الانبیاء، الکسایی، خمسه نظامی و زندگی پیامبر اسلام محمد الهام گرفته شده‌است. بر خلاف سایر نسخ خطی فالنامه، هیچ تصویری از دایره البروج در آن نیست. بیست تا از نقاشی‌ها موضوعات یا داستان‌هایی هستند که در هیچ فالنامه دیگری دیده نمی‌شوند، از جمله موسای نوزاد در دامان فرعون و قتل یحیی.  در جایی که داستان‌های مشابه دیگر نسخه‌های خطی را شامل می‌شود، معمولاً آنها را با صحنه‌های مختلفی نشان می‌دهد.  این تنها فالنامه بازمانده است که شخصی را از دوران خلق این دست نوشته‌ها به تصویر می‌کشد: شاه طهماسب که در سال ۱۵۷۶ درگذشته بود. 
همچنین شخصیت‌های مرکزی صحنه، نقاشی‌ها همچنین شامل گروه‌هایی از تماشاگران است که به رویدادها واکنش نشان می‌دهند، هر چهره دارای ترکیبی منحصر به فرد از لباس و ویژگی‌های فیزیکی است. نقاشی‌ها شامل موارد ذیل هستند:

فالنامه خلیلی موضوع پایان‌نامه دکترای سال ۲۰۱۴ در دانشگاه کمبریج راشل پریخ بود. نسخه کامل خطی با ترجمه و تفسیر علمی پریخ در سال ۲۰۲۲  منتشر شد.

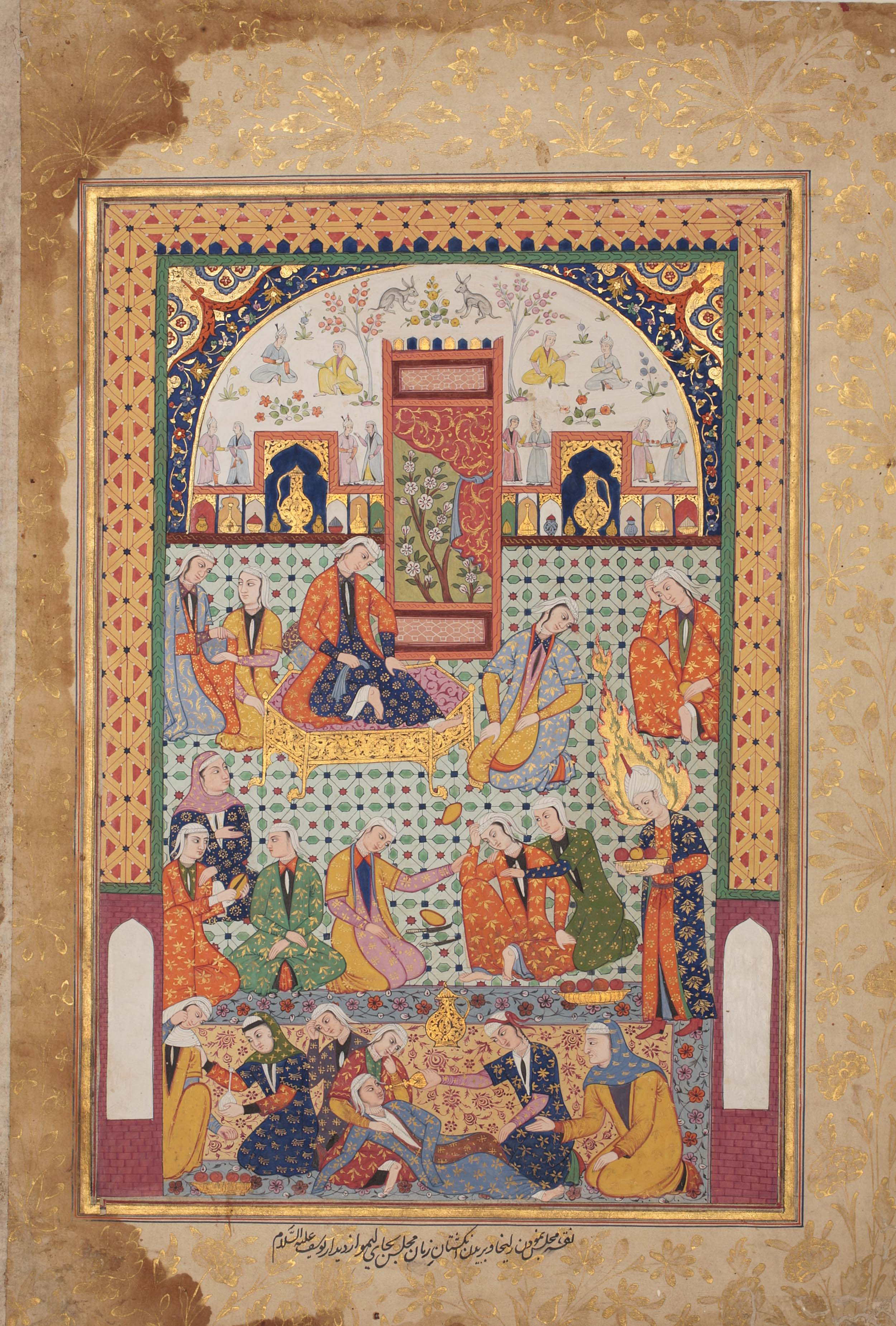
خانم‌ها که از زیبایی یوسف شگفت زده شده‌اند و انگشتان خود را می‌برند
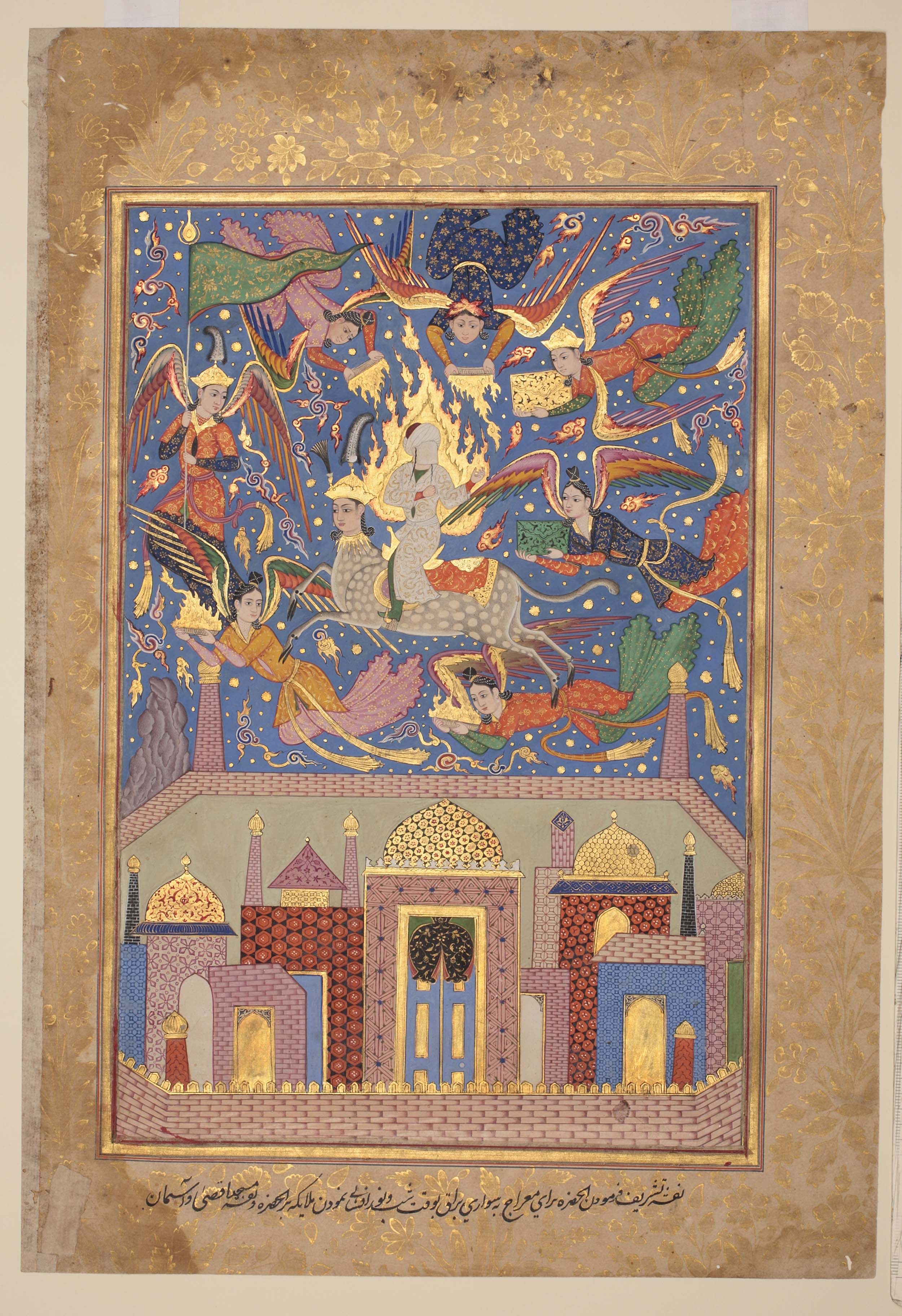
معراج محمد از مکه به اورشلیم سوار بر براق
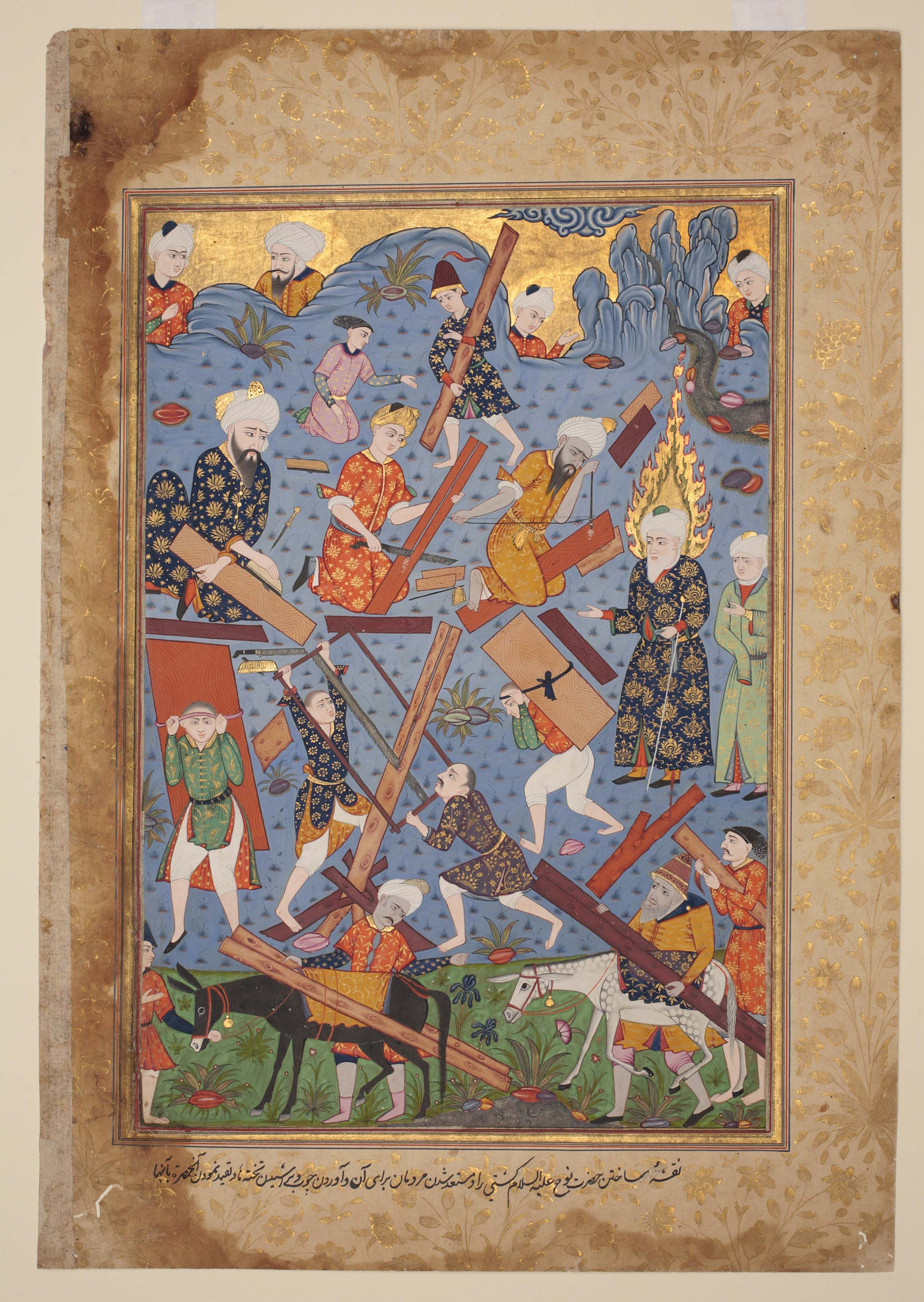
ساخت کشتی نوح
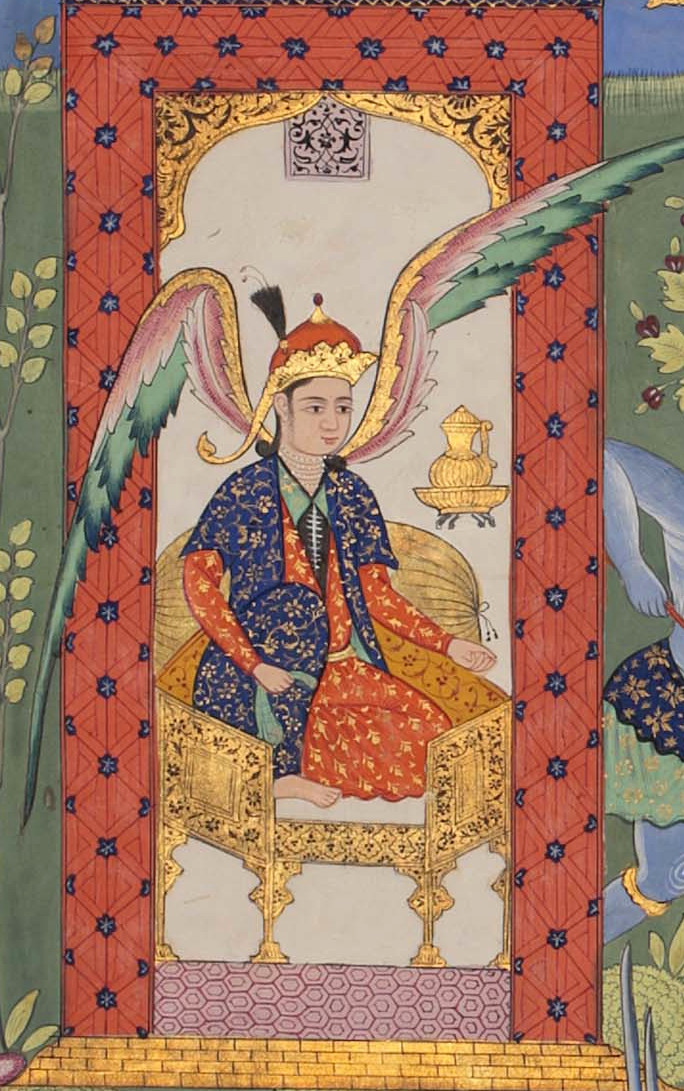
ملکه بلقیس بر تخت سلطنتش در باغ ارم

### دیگران

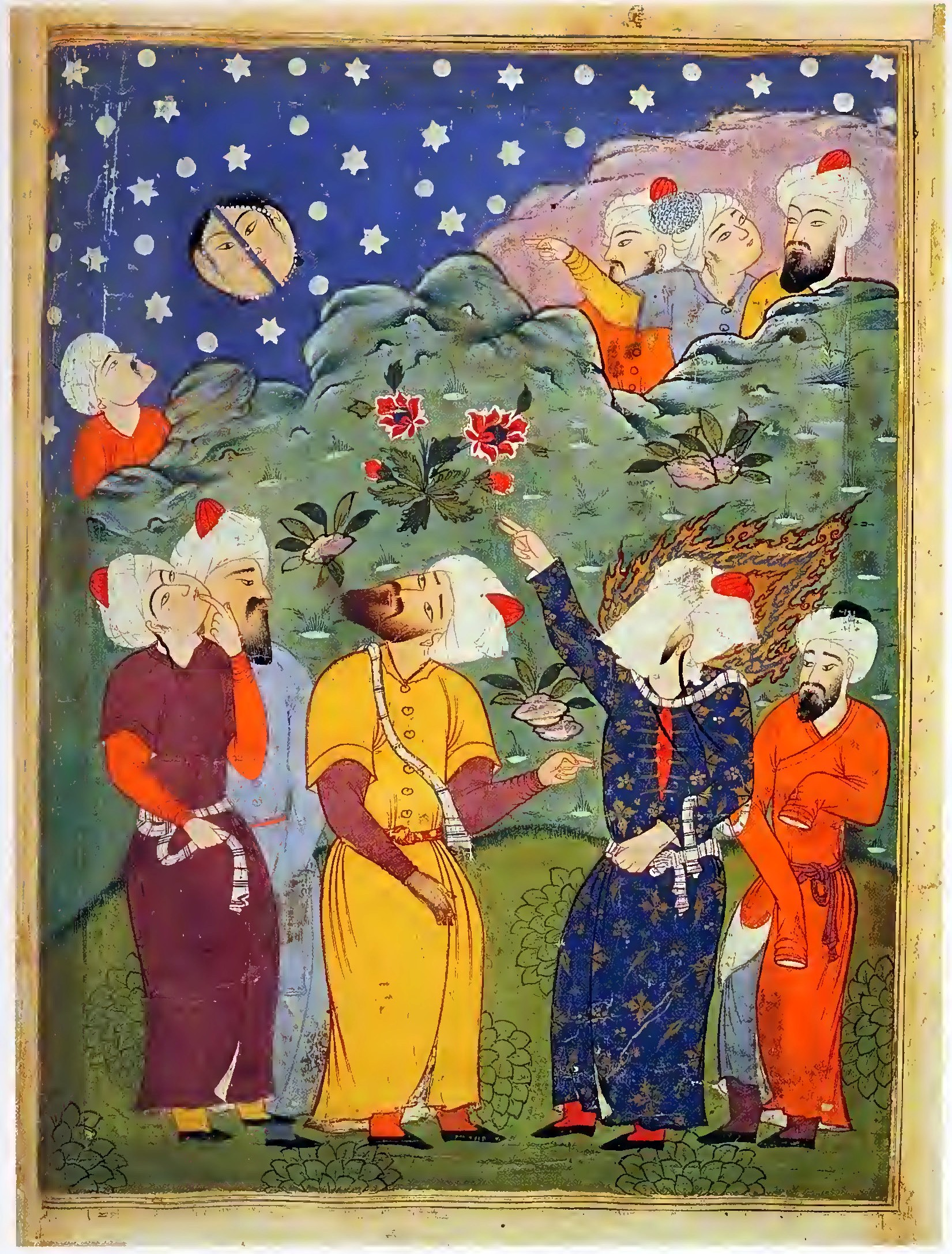
«محمد شق القمر می‌کند» از فالنامه درسدن

چهار نسخه خطی مصور دیگر از فالنامه از قرن ۱۶ و ۱۷ میلادی باقی مانده‌است.  یک نسخه خطی قرن شانزدهمی اکنون در موزه ملی قوم‌شناسی در لیدن، هلند نگهداری می‌شود. ۳۵ نقاشی آن شامل هر کدام یک نقاشی برای ماه، خورشید، عطارد، مریخ، مشتری، زهره، زحل و قلمرو بهشت است. پنج تابلوی دیگر داستان زندگی علی را نشان می‌دهد و بسیاری دیگر صحنه‌هایی با الهام از قرآن دارند. کعبه، کشتی نوح، قیامت و لیلی و مجنون نقاشی‌های خاص خود را دارند. کتاب نسخه خطی درسدن یک جلد فارسی با محتوای مشابه است که از دهه ۱۵۴۰ تا ۱۵۷۰ میلادی ایجاد شده. اکنون در کتابخانه ایالتی و دانشگاهی ساکسون درسدن است. فالنامهٔ ایرانی توپکاپی، با ۴۱ صفحه دو طرفه،  مربوط به اواخر قرن هفدهم است و اکنون در مجموعه کاخ توپکاپی در ترکیه قرار دارد. این کاخ همچنین دارای نسخه ترکی عثمانی از فالنامه است که برای سلطان احمد اول در اوایل قرن هفدهم میلادی ایجاد شد،  با ۵۹ صفحه دو طرفه.  شباهت‌های بین نقاشی‌های این چهار نسخه خطی نشان می‌دهد که آنها تحت تأثیر تصویرهای رایجی بوده‌اند که باقی نمانده‌است.

## بیشتر خواندن
- Farhad, Massumeh; Baǧci, Serpil (2009). Falnama: the book of omens. London: Thames & Hudson. ISBN 978-0-500-51511-2. OCLC 428852533.
- Kahl, Oliver (1988). "Ein anonymes persisches Orakelbuch (fāl-nāmah) aus dem späten 10. /16. Jahrhundert". Die Welt des Orients (به آلمانی). 19: 118–141. ISSN 0043-2547. JSTOR 25683294.